# Stefano Magnasco
Stefano Magnasco Galindo (phát âm tiếng Tây Ban Nha: [steˈfano maˈɲasko], sinh ngày 28 tháng 9 năm 1992) là một cầu thủ bóng đá người Chile hiện tại đang thi đấu ở vị trí hậu vệ cánh phải cho câu lạc bộ Unión Española.

## Sự nghiệp thi đấu
Anh xuất thân từ lò đào tạo trẻ Universidad Católica. Anh đã mắt đội bóng vào tháng 5 năm 2011, nhờ vào Juan Antonio Pizzi, huấn luyện viên của đội bóng ở thời điểm đó. Vào tháng 9 cùng năm, Magnasco thử việc tại Bolton Wanderers, và thất bại trong việc ký hợp đồng với đội bóng, và sau đó không gia nhập Chelsea, câu lạc bộ cũng cố gắng ký hợp đồng với anh. Tuy nhiên, vào giữa năm 2012, anh gia nhập Groningen tại Eredivisie, sau khi rời khỏi Chile với danh hiệu Cúp Chile 2011.

## Danh hiệu

### Câu lạc bộ
Universidad Católica
- Giải vô địch bóng đá Chile (5): 2016–A, 2016–C, 2018, 2019, 2020
- Cúp Chile (1): 2011
- Siêu cúp bóng đá Chile (2): 2016, 2019